# Pásový dopravník

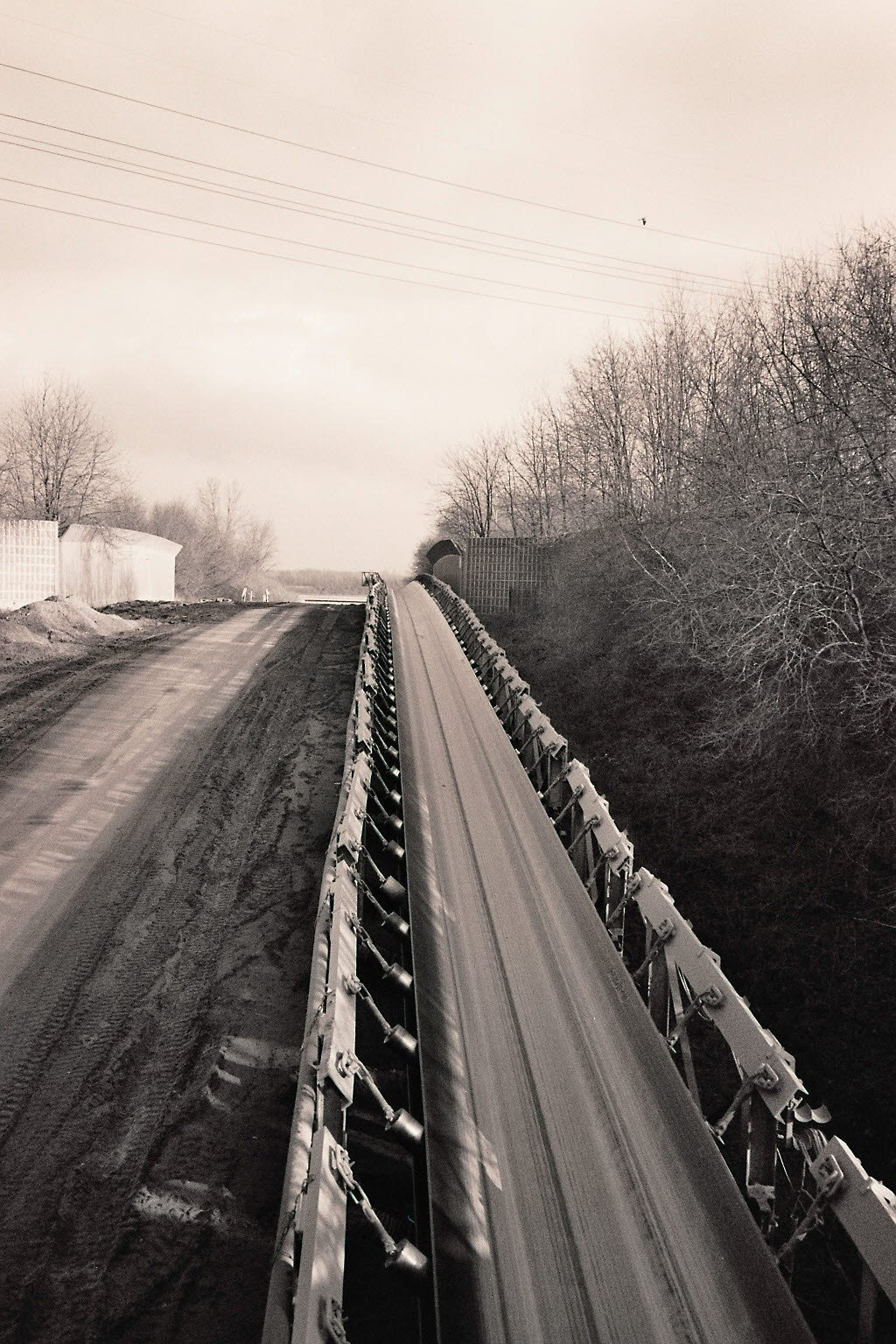
Pásový dopravník v hnědouhelném dole

Pásový dopravník (řidčeji pásový přepravník) je strojní zařízení – dopravní prostředek z kategorie dopravníků, který je používán zejména k přepravě sypkých či polotekutých hmot na kratší vzdálenost. Může se ale jednat i o přepravu jednotlivých menších předmětů, např. zavazadel, balíků apod. Světová výstava 1900 ocenila tento vynález velkou cenou.
Stroj se skládá zpravidla z dlouhého rámu respektive nosné konstrukce stroje, na které jsou upevněny otočné válečky, které tvoří pevnou pojezdovou dráhu pro pohyblivý (pryžový, textilní, plastový) pás, po kterém se přepravuje příslušný materiál. Pásový dopravník může být konstruován jakožto zařízení určené pro přepravu ve vodorovné poloze (např. doprava sypkého materiálu, užívá se ponejvíce v povrchových dolech) nebo pro dopravu v poloze šikmé (např. doprava písku či štěrku na stavbách či doprava drceného kamene v kamenolomech).
Pohon pásu stroje obstarává obvykle asynchronní elektromotor přes poháněcí buben, na kterém je dopravní pás nasazen. Moderním řešením pohonu pásových dopravníků je pohon prostřednictvím bubnového motoru (elektroválce). Pohon bubnovým motorem přináší prostorově úsporné řešení, zjednodušení konstrukce dopravníku a minimální náročnost na údržbu. Kromě přímých pásových dopravníků jsou vyráběny i pásové oblouky a pásové spirály.
Příbuzným strojem může být korečkový dopravník což může být stroj konstruovaný jako zvláštní pásový nebo řetězový dopravník. Ten je primárně určen pro zdvihání tekutých či polotekutých hmot v tzv. korečkovém provedení. Tekutý či kašovitý obsah zde do výšky vždy po šikmé dráze zdvihají korečkové kapsy upevněné buďto přímo na pohyblivém pásu stroje nebo na hnacím řetězu stroje - používá se zejména pro dopravu sypkých hmot z vody např. při prohlubování říčních koryt či těžbě mokrého písku apod. (princip je dosti podobný klasickým korečkovým rypadlům používaným třeba při skrývce nadloží v povrchových dolech).

## Bubnový motor
Poháněcí válce typu PV jsou řešeny, jako kompaktní hnací jednotky určené k pohonu zejména pásových dopravníků. Pro svoji funkci nevyžadují žádné přídavné dílce. Konstrukčně jsou tvořeny ocelovým válcem se zabudovaným vestavným asynchronním motorem a speciální cykloidní převodovkou.
Krouticí moment je z motoru na pás přenášen s vysokou účinností.
Uchycení jednotky v nosné konstrukci dopravníku je provedeno pomocí nosných čepů v ose válce.
Vývod motoru do svorkovnice je proveden dutou hřídelí. Funkční části motoru i převodovky jsou chráněny uvnitř pláště proti vnějším vlivům prostředí. Válec je plněn olejovou náplní, která kromě mazání zabezpečuje odvod tepla z funkčních částí motoru. Poháněcí válce jsou konstruovány pro nepřetržitý i přerušovaný 
provoz při jmenovitém zatížení.

### Výhody poháněcích elektroválců typu PV
- Jednoduché konstrukční použití
- Minimální prostorová náročnost
- Velká životnost
- Vysoká účinnost
- Možnost nepřetržitého provozu

## Užití

### Povrchové doly
Ve velkých povrchových dolech mohou složité soustavy velkých pásových dopravníků tvořit i celé dopravní cesty leckdy dlouhé i několik kilometrů. V dnešní době právě tento způsob dopravy postupně vytlačuje původní úzkorozchodné důlní železnice, neboť je z provozního hlediska podstatně ekonomičtější respektive mnohem méně nákladný.

### Tepelné elektrárny
V klasických tepelných elektrárnách pak pásové dopravníky např. obstarávají přesun fosilního paliva resp. uhlí ze skládky paliva k jednotlivým uhelným mlýnům.

### Potravinářský průmysl
V potravinářském průmyslu jsou často používány pásové dopravníky s hladkými, modulárními nebo destičkovými pásy. Jsou zde kladeny specifické požadavky na použité materiály a komponenty. Konstrukčním materiálem rámu dopravníku je nerezavějící ocel, pohony bubnovými motory v celonerezovém provedení, které mají stupeň krytí IP66/67.

## Podobné a příbuzné stroje
- pohyblivé chodníky a pohyblivá schodiště pro přepravu osob užívané např. v některých velkých obchodních centrech, uzlech osobní dopravy atd.
- přepravníky kusových zásilek či zavazadel (užívané např. na poštách, letištích a pracovištích zásilkových služeb apod.)
- pohyblivé pásy užívané u pokladen v obchodech apod.
- "pasové dopravníky" používané v linkové montáži sériové či hromadné výroby (rozdělovací - s nepřetržitým pohybem "pasu", taktovací - s pohybem přerušovaným, v taktu či rytmu)